# Futbol al Sudan
El futbol al Sudan és organitzat per l'Associació de Futbol del Sudan. L'associació administra la selecció de futbol del Sudan i la Premier League. És l'esport més popular al país.

## Competicions

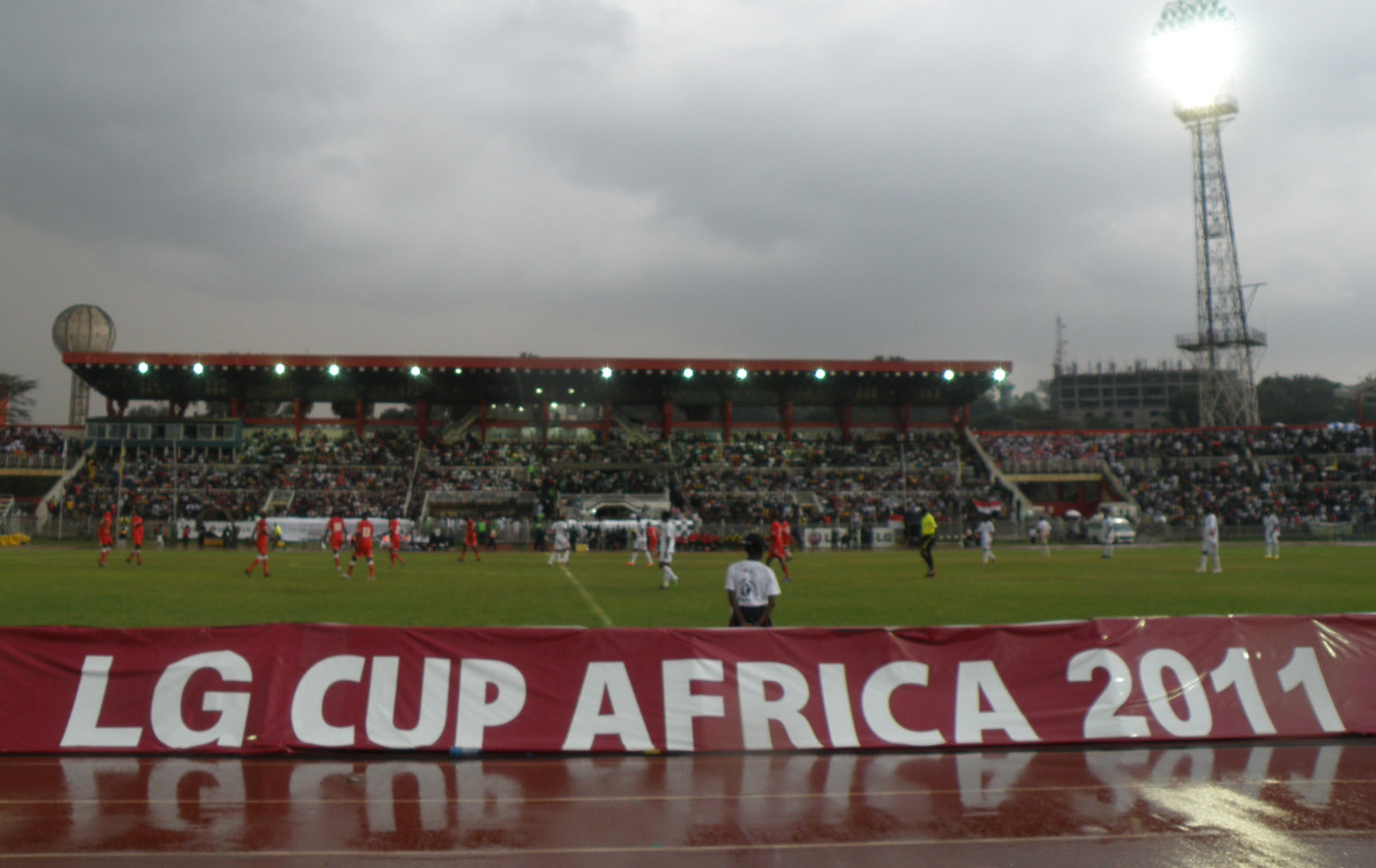
Kenya vs Sudan el 2011 (1).

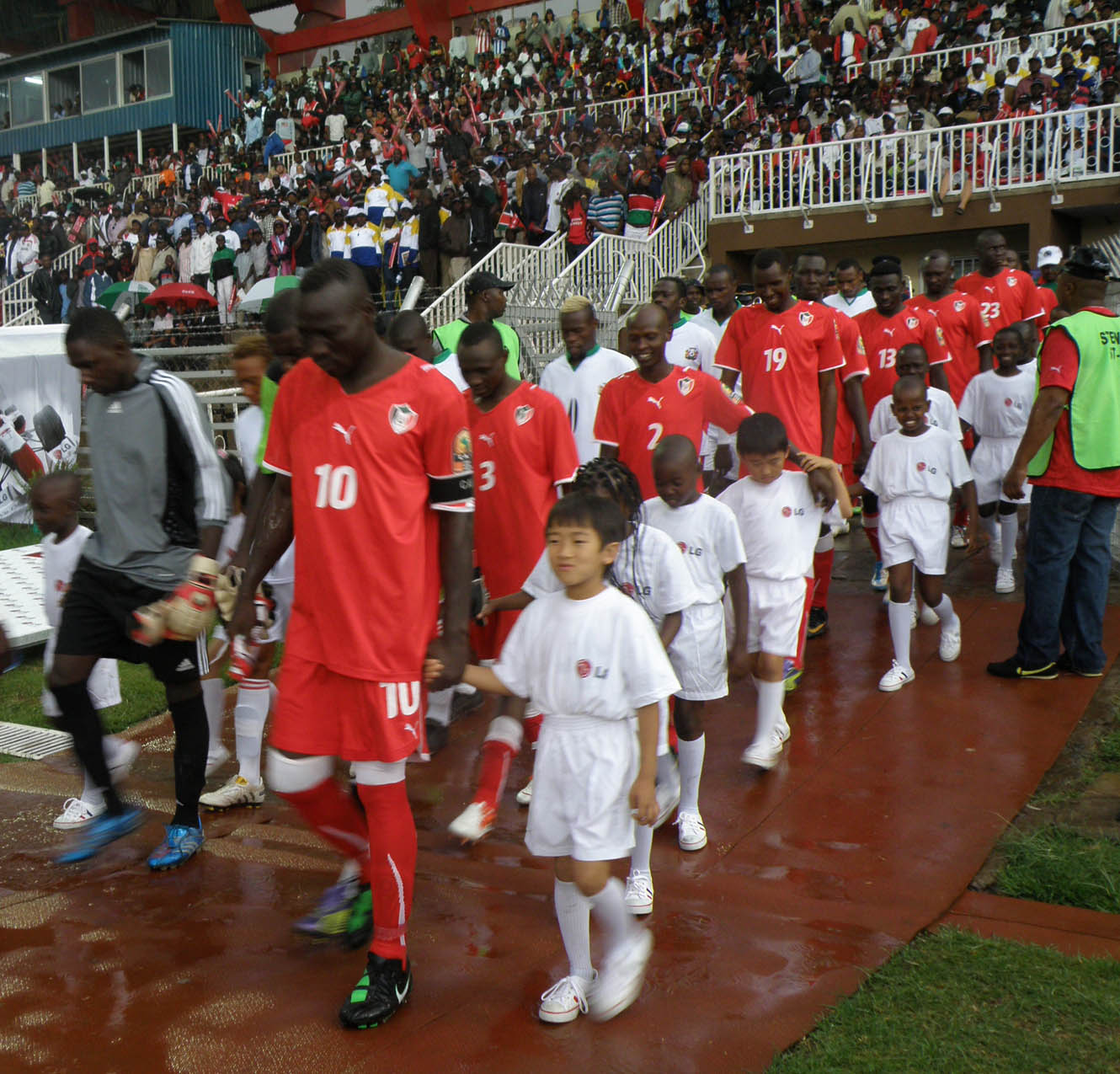
Kenya vs Sudan el 2011 (2).

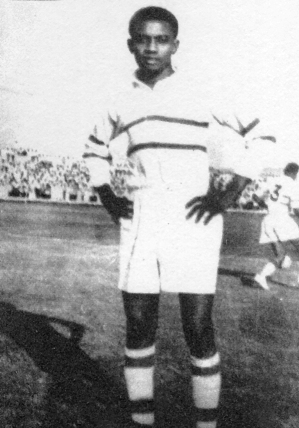
Siddiq Manzul.

- Lliga sudanesa de futbol
- Lliga de Khartum de futbol
- Copa sudanesa de futbol
- Supercopa sudanesa de futbol

## Principals clubs
Clubs amb més títols nacionals a 2019.
- Al-Hilal Omdurman
- Al-Merrikh Omdurman
- Al-Mourada Omdurman
- Al-Hilal Port Sudan
- Hay al-Arab Port Sudan
- Al Ahly Wad Medani
- Al-Ittihad Wad Medani
- Al-Ahly Shendi
- Burri Khartoum
- Al Nil Khartoum

## Jugadors destacats
Fonts:
Des de 1950
- Siddiq Mohammed Manzul

Des de 1960
- Nasr El-Din Abbas Jaxa

Des de 1970
- Ali Gagarin
- Abdel Moneim Hussein Shatta

Des de 2000
- Haitham Mustafa

Des de 2010
- Muhannad El Tahir

## Principals estadis
| # | Estadi               | Capacitat | Ciutat     |
| - | -------------------- | --------- | ---------- |
| 1 | Estadi Al-Merreikh   | 43.000    | Omdurman   |
| 2 | Estadi Al-Hilal      | 35.000    | Omdurman   |
| 3 | Estadi de Khartum    | 23.000    | Khartum    |
| 4 | Estadi de Wad Madani | 15.000    | Wad Madani |